# گشت (امسلاند)
گشت (به آلمانی: Geeste) یک شهر در آلمان است که در امسلاند واقع شده‌است. گشت ۱۱٬۳۱۰ نفر جمعیت دارد.